# Región de Khomas

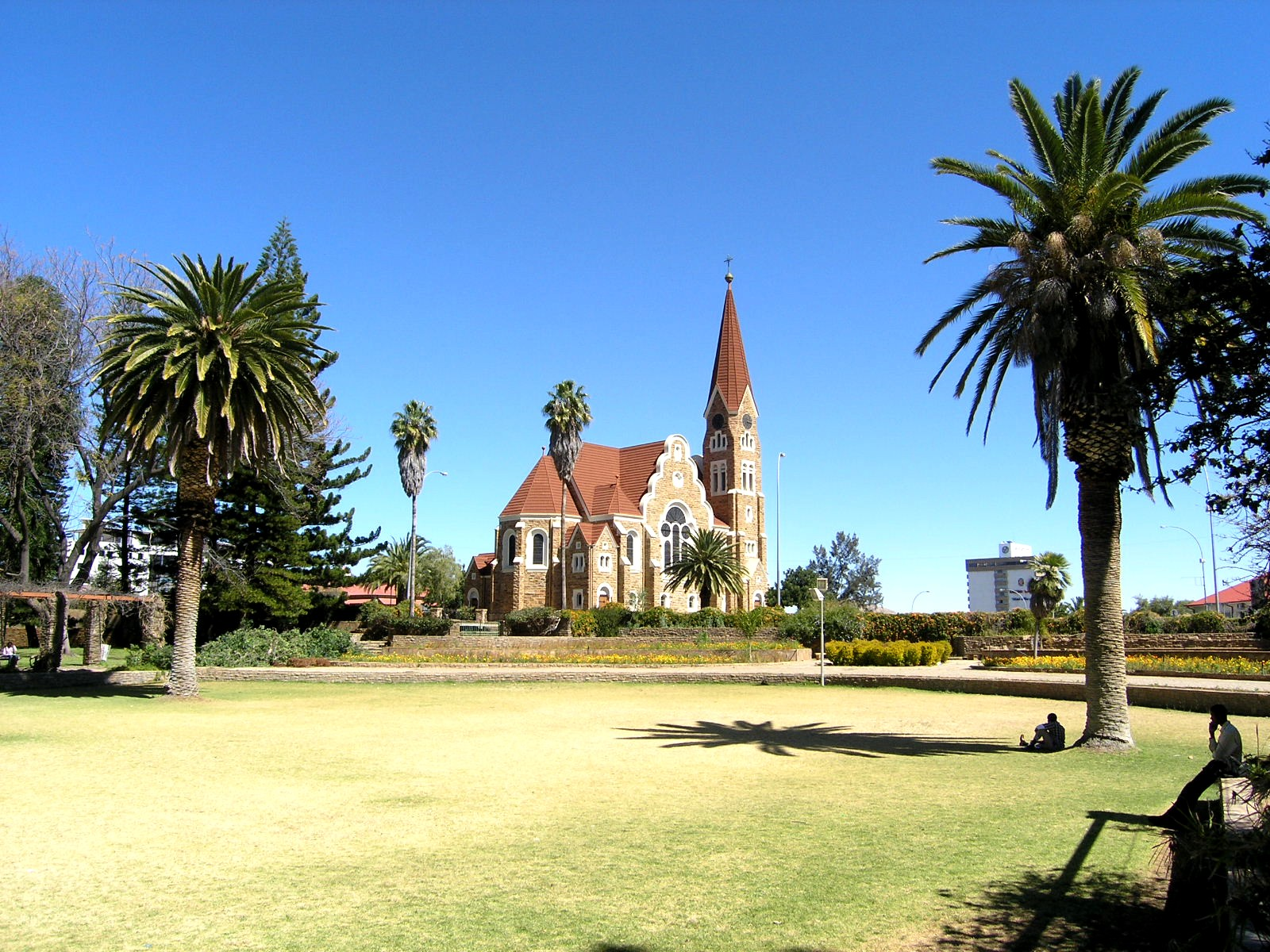
Jardines del Parlamento e Iglesia de Cristo en Windhoek

Khomas es una de las catorce regiones de Namibia.
Khomas contiene la ciudad capital de Namibia, Windhoek (que reúne a más del 90 % de la población en su aglomeración). Tiene mayor población que cualquier otra región de Namibia (15 % de la población del país); un 50 % de la población está compuesta por blancos, mestizos ("basters" y "coloureds") y chinos.
Khomas es una de las tres únicas regiones que no tiene costa ni frontera con otro país. Limita con las siguientes regiones:
- Erongo - oeste
- Otjozondjupa - norte
- Omaheke - este
- Hardap - sur

## Distritos electorales
La región comprende diez distritos electorales: 
- Katutura Central
- Katutura Este
- Khomasdal Norte
- Moses Garoeb
- Samora Machel
- John Alfons Pandeni
- Tobias Hainyeko
- Windhoek Rural
- Windhoek Este
- Windhoek Oeste

- Datos: Q834508
- Multimedia: Khomas / Q834508